# Juliana de los Países Bajos
Juliana de los Países Bajos (Juliana Emma Luisa María Guillermina de Orange-Nassau; La Haya, 30 de abril de 1909-Baarn, 20 de marzo de 2004) fue reina de los Países Bajos desde la abdicación de su madre en 1948 hasta su propia abdicación en favor de su hija Beatriz el 30 de abril de 1980. Desde esa fecha retomó el título de princesa de los Países Bajos.

## Infancia y juventud

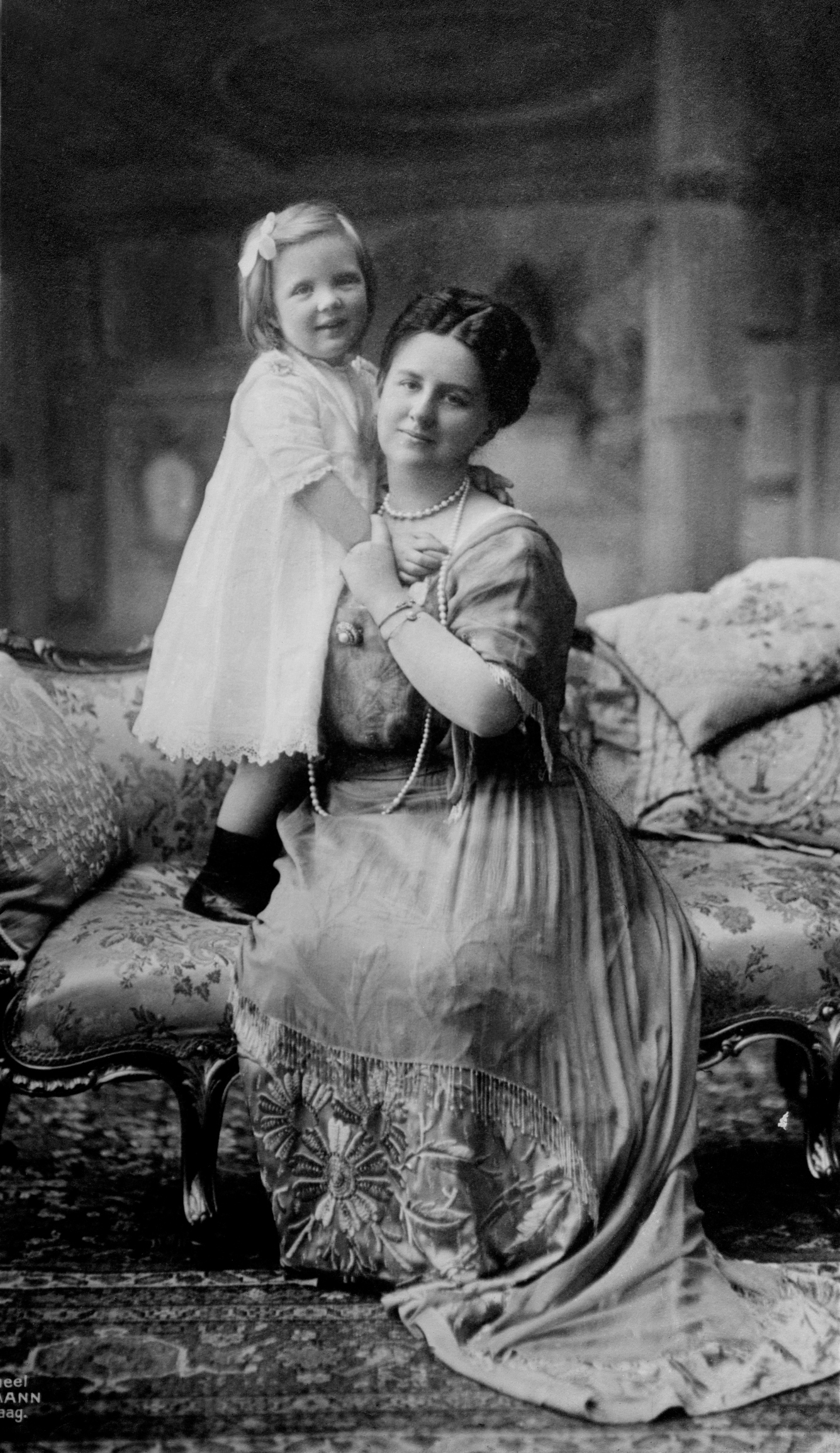
Juliana con su madre, la reina Guillermina, hacia 1914.

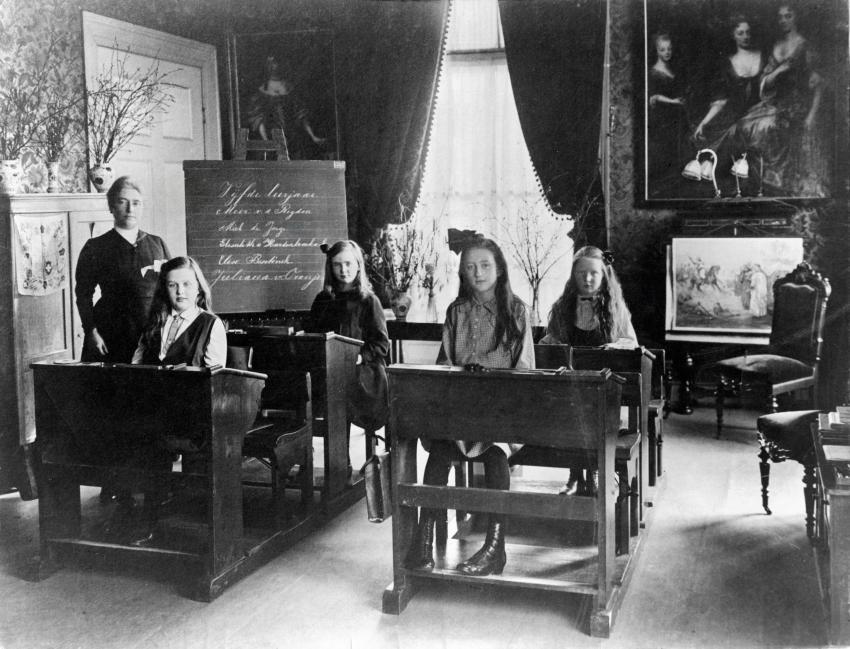
La princesa Juliana con sus tres compañeras del quinto grado.

Fue hija de la reina Guillermina I de los Países Bajos y del príncipe Enrique Vladimiro, duque de Mecklemburgo-Schwerin. Era nieta por vía paterna del gran duque Federico Francisco II de Mecklemburgo-Schwerin y de la princesa María Carolina de Schwarzburg-Rudolstad. Por vía materna era nieta del rey Guillermo III de los Países Bajos y de la princesa Emma Guillermina de Waldeck-Pyrmont. Fue nombrada princesa de los Países Bajos desde su nacimiento y se le aplicó el tratamiento de Alteza Real.
Pasó su infancia en el palacio Het Loo, en Apeldoorn, el palacio Noordeinde y el palacio Huis ten Bosch, ambos en La Haya. Su tutor Jan Ligthart la educó en una pequeña escuela creada para ese propósito en el palacio de Noordeinde, a la que asistió desde los seis, y donde recibió una educación elemental con otras niñas de su edad. Dichas compañeras fueron las baronesas Elise Bentinck y Elisabeth van Hardenbroek, y la jonkvrouwe Miek de Jonge.
Como la constitución neerlandesa especificaba que debía estar preparada para acceder al trono desde los dieciocho años, la educación de la princesa Juliana se llevó a cabo de forma más acelerada que la de sus compañeros. Después de cinco años de educación primaria, la princesa recibió su educación secundaria y su preparación preuniversitaria de tutores privados.
El 30 de abril de 1927, la princesa Juliana celebró su 18.º cumpleaños. Según la constitución, oficialmente había alcanzado la mayoría de edad y estaba preparada para asumir prerrogativas reales si fuese necesario. Dos días después su madre la nombró miembro del “Raad van State” (Consejo de Estado).
Ese mismo año la princesa comenzó su carrera como estudiante en la Universidad de Leiden. Durante sus primeros años universitarios realizó estudios de sociología, jurisprudencia, economía, historia de las religiones, historia parlamentaria y derecho constitucional. Durante sus estudios también realizó cursos sobre la cultura de Surinam y las Antillas Neerlandesas, la Constitución de los Países Bajos, relaciones internacionales, derecho internacional, historia general, y derecho europeo. También estudió bajo la tutela privada del profesor Christiaan Snouck Hurgronje sobre los fundamentos del islam, una religión practicada por muchos habitantes de las colonias neerlandesas.
Como era costumbre en las monarquías de la época, la reina Guillermina también comenzó a buscar un marido adecuado para su hija. Los príncipes del Reino Unido y Suecia fueron “vetados”, pero otros declinaron o fueron rechazados por la princesa. Juliana conoció al príncipe Bernardo de Lippe-Biesterfeld en los Juegos Olímpicos de Garmisch-Partenkirchen 1936, y su compromiso matrimonial fue aceptado por su madre. El príncipe Bernardo era un hombre de negocios con un estilo de vida dinámico y nada tradicional. Sin embargo, el matrimonio duró toda su vida y resistió la separación de ambos durante la Segunda Guerra Mundial, sus periódicas enemistades y las relaciones extramaritales e hijos ilegítimos del príncipe, conocidos públicamente. La reina Guillermina protegió a su hija con un acuerdo prematrimonial en el que se establecía exactamente lo que permitía o no hacer al príncipe alemán, además de la asignación monetaria que recibiría de la Hacienda real. El documento fue firmado y el compromiso se anunció públicamente el 18 de septiembre de 1936.
El anuncio de la boda dividió a un país que desconfiaba de Alemania, entonces gobernada por Adolf Hitler. Antes de la boda, el 24 de noviembre de 1936, al príncipe Bernardo se le otorgó la ciudadanía neerlandesa y cambió la pronunciación y escritura de su nombre del alemán al neerlandés. Se casaron en La Haya el 7 de enero de 1937, en la misma fecha que lo hicieron los abuelos de Juliana, el rey Guillermo III y la reina Emma, cincuenta y ocho años antes. La ceremonia civil tuvo lugar en el salón del ayuntamiento de La Haya y posteriormente el matrimonio fue bendecido en la Gran Iglesia de San Jacobo (St. Jacobskerk). La joven pareja se instaló en el palacio de Soetsdijk, en Baarn.

## Hijas
La princesa Juliana y el príncipe Bernardo tuvieron cuatro hijas:
1. La princesa (posteriormente reina) Beatriz de los Países Bajos, nacida el 31 de enero de 1938 en el palacio de Soestdijk. Se casó con el alemán Claus von Amsberg, fallecido el 6 de octubre de 2002.
2. La princesa Irene de los Países Bajos, nacida el 5 de agosto de 1939 en el palacio de Soestdijk. Se casó en 1964 en Roma con príncipe Carlos Hugo de Borbón-Parma, del que se divorció en 1981.
3. La princesa Margarita de los Países Bajos, nacida el 19 de enero de 1943, en Ottawa, Ontario, Canadá. Está casada con el neerlandés Pieter van Vollenhoven.
4. La princesa Cristina de los Países Bajos, (18 de febrero de 1947-16 de agosto de 2019). Se casó en 1975 en la ciudad de Utrecht con el cubano Jorge Pérez Guillermo, del que se divorció en 1996.

## Exilio

Monograma.

El clima político europeo ya era muy tenso a causa de la gran amenaza de la Alemania nazi, y esta tensión se intensificó en los Países Bajos cuando Adolf Hitler dejó entender que el matrimonio de Juliana era una señal de alianza entre los Países Bajos y Alemania. Una enfurecida reina Guillermina se apresuró a rechazar públicamente las palabras de Hitler, pero el incidente aumentó el resentimiento popular por la elección del marido de la princesa, calificada de desafortunada. Ciertas revelaciones sobre la pasada conducta del príncipe Bernardo avivaron la animadversión de los neerlandeses, pero tras la invasión alemana el 10 de mayo de 1940, el posicionamiento del príncipe, claramente contra de los nazis, cambió en gran parte la opinión pública en su favor.
Durante la Segunda Guerra Mundial y la ocupación alemana de los Países Bajos los príncipes decidieron abandonar su país con sus dos hijas y viajaron al Reino Unido, representando al gobierno de los Países Bajos en el exilio. La princesa permaneció allí durante un mes antes de llevarse a las niñas a Ottawa, capital de Canadá, donde vivieron en una casa de Stornoway en el suburbio de Rockcliffe Park.
En la ciudad de Ottawa, donde pocas personas la conocían, las niñas acudían a la escuela pública y Juliana hacía las compras personalmente. Disfrutando de su anonimato, a menudo iba al cine y tomaba el autobús. Cuando su vecina dio a luz, la princesa de los Países Bajos se ofreció para cuidar de sus hijos mientras se recuperaba del parto.
Cuando su tercera hija, Margarita, nació en 1943, el Parlamento de Canadá aprobó una ley especial declarando territorio neerlandés la propiedad de la princesa Juliana en la ciudad y el Ottawa Civic Hospital, para que simbólicamente la niña naciera en tierra neerlandesa. De no haberse promulgado esta ley, la princesa Margarita habría quedado excluida de la sucesión al trono de los Países Bajos. El gobierno canadiense izó la bandera tricolor neerlandesa en la torre del parlamento mientras en su campanario sonaba música neerlandesa ante la noticia del nacimiento de la princesa Margarita. El príncipe Bernardo, que había permanecido en Londres con la reina Guillermina y los miembros del gobierno neerlandés en el exilio, pudo visitar a su familia en Canadá y estar presente en el nacimiento de Margarita.
El 2 de mayo de 1945, Juliana regresó con la reina Guillermina en un avión militar a la zona liberada de los Países Bajos, instalándose en Breda para poner en marcha un gobierno neerlandés provisional. Una vez de regreso en su país expresó su gratitud a Canadá enviando a la ciudad de Ottawa más de 100.000 bulbos de tulipán. El 24 de junio de 1945 viajó desde Gourock (Escocia) a los Estados Unidos, abandonando su residencia permanente en Londres. Al año siguiente (1946), Juliana donó otros 20.500 bulbos de tulipán con la petición de que parte de ellos fuesen plantados en los terrenos del hospital donde había nacido Margarita, y prometió a la ciudad de Ottawa un regalo anual de tulipanes durante toda su vida para mostrar su eterno agradecimiento a Canadá por su hospitalidad. Actualmente, Ottawa celebra el Festival Anual de los Tulipanes, en recuerdo de este regalo.

## Regreso a los Países Bajos
El 2 de agosto de 1945 la princesa Juliana se reunió con toda su familia en territorio neerlandés. Su austero y tradicional padre se había convencido de que las costumbres de su hija y nietas se habían corrompido irremediablemente durante su estancia en Canadá. La forma en que las niñas habían sido educadas fue motivo de discusión entre la princesa Juliana y su marido. Ella pensaba que la época de las monarquías tradicionalistas, rígidas y aisladas del pueblo había terminado, y que los príncipes debían interaccionar tanto como fuera posible con los ciudadanos.
Juliana colaboró con los proyectos de ayuda de posguerra en el norte de los Países Bajos, donde la ocupación nazi provocó hambrunas durante los inviernos de 1944 y 1945. Se mostró muy activa durante su período como presidenta de la Cruz Roja neerlandesa y trabajó estrechamente con la organización para la reconstrucción nacional. Durante la primavera de 1946, los príncipes Juliana y Bernardo visitaron los países que habían ayudado a los Países Bajos durante la ocupación.
Su última hija, María Cristina, nació casi ciega a causa de la rubéola que Juliana padeció durante el embarazo. La visión de la princesa mejoró con el tiempo y los avances médicos, y utilizando gafas de cristales gruesos pudo asistir a la escuela e incluso montar en bicicleta. Sin embargo, en los primeros momentos, la princesa Juliana se aferró a cualquier posible esperanza de una cura para su hija, y de esta forma cayó bajo la influencia de Greet Hofmans, una curandera de creencias heterodoxas cuyos numerosos detractores veían como una farsante. Hacia 1956, cuando se conoció la influencia de Hofmans sobre las decisiones políticas de Juliana, el escándalo estuvo a punto de provocar la caída de la casa de Orange y la monarquía neerlandesa. Esta crisis constitucional hizo surgir una facción, liderada por el príncipe Bernardo, decidida a derrocar a la reina, considerándola una fanática religiosa y una amenaza a la estabilidad de la OTAN. El primer ministro consiguió resolver la crisis y salvar a la monarquía, aunque Juliana perdió el apoyo de su poderoso marido Bernardo y de sus aliados. Greet Hofmans fue expulsada de la corte real y sus defensores apartados del servicio de la reina.
El príncipe Bernardo llegó incluso a planear el divorcio de su esposa, que finalmente no se produjo, pues, como declaró un periodista americano: “A pesar de la crisis, de las enemistades y de los escándalos, su mujer todavía lo sigue amando”.
A finales de 1947 y otra vez en 1948 la princesa actuó como regente, cuando, por razones de salud, la reina Guillermina se vio incapaz de cumplir con sus tareas de Estado. La guerra de independencia de Indonesia, que obligó al despliegue de más de 150.000 soldados neerlandeses, fue considerada un desastre económico para los Países Bajos, y ante la inminente pérdida de la colonia, la reina anunció su intención de abdicar. El 6 de septiembre de 1948, la princesa Juliana, fue coronada reina de los Países Bajos en Ámsterdam, convirtiéndose en el 12.° miembro de la Casa de Orange en ocupar el trono de los Países Bajos. El 27 de diciembre de 1949 en el palacio de Dam, en Ámsterdam, la reina Juliana firmó los papeles que reconocían a Indonesia la soberanía sobre las antiguas colonias de las Indias Orientales Neerlandesas.

## Reinado
La ceguera de su hija Cristina, la creciente influencia de Hofmans en los asuntos de Estado y el hecho de que se instalase en palacio afectó gravemente a la relación marital de la reina. Durante años, la presencia de la curandera fue acompañada por la controversia política. Se intentó ocultar esta situación a la prensa holandesa, pero el asunto terminó convirtiéndose en un debate nacional sobre la competencia de la reina para gobernar, a pesar de que gozaba de una gran popularidad. Juliana aparecía a menudo en público vestida como cualquier mujer, y comenzó a ejercitarse en público montando en bicicleta y paseando al aire libre. Muchos de sus empleados se dirigían a ella simplemente como "Mevrouw" (Señora).

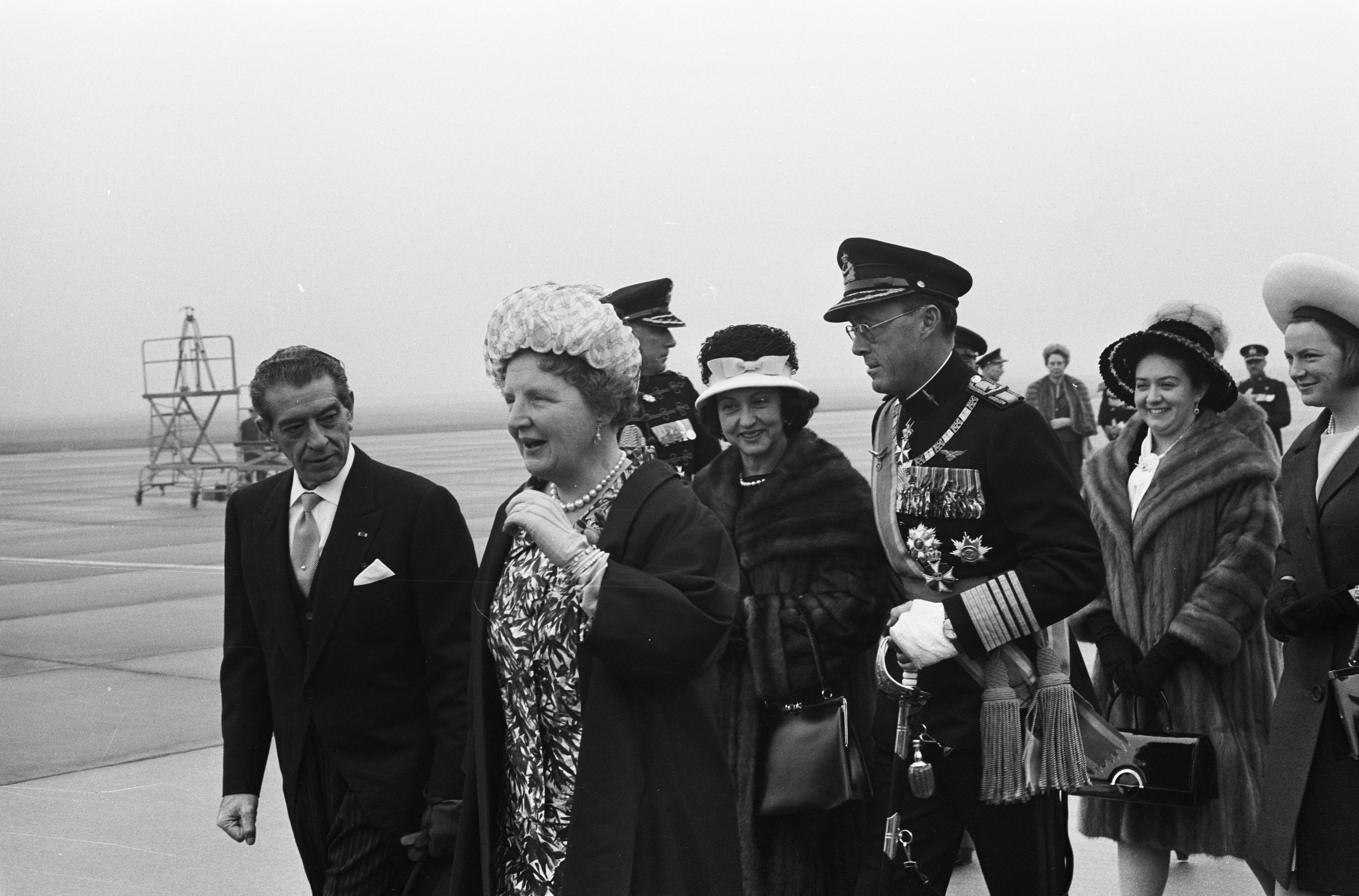
La reina Juliana y el príncipe Bernardo junto al presidente mexicano Adolfo López Mateos y la primera dama Eva Sámano (1963).

Aunque la bicicleta y sus costumbres mundanas sugerían un estilo de vida sencillo, durante la década de 1950 y 1960, la corte real holandesa disfrutaba de gran prosperidad económica, con chambelanes que portaban magníficos uniformes, carruajes dorados, coches de lujo y espléndidos festejos y celebraciones en enormes palacios. Al mismo tiempo la reina visitaba a sus ciudadanos personalmente, y aparecía sin anunciarse en instituciones y escuelas públicas.
En el plano internacional, la reina Juliana estaba especialmente interesada en los problemas de los países en desarrollo, los refugiados de guerra, y sobre todo, el bienestar de la infancia, especialmente en el tercer mundo. El New York Times la describió como una “mujer sin pretensiones, de sentido común y buena voluntad.”
El 31 de enero de 1953, los Países Bajos sufrieron la tormenta más destructiva en 500 años: más de treinta diques y dunas de protección frente al mar se rompieron y muchas ciudades y pueblos fueron sumergidos por olas de varios metros. Vestida con unas botas y una vieja gabardina, la propia reina Juliana se metió en el agua y el barro y acudió a las zonas devastadas para llevar comida y ropa a la gente necesitada, mostrando su compasión e interés, consolando a la gente y aproximándose una vez más a los ciudadanos neerlandeses.

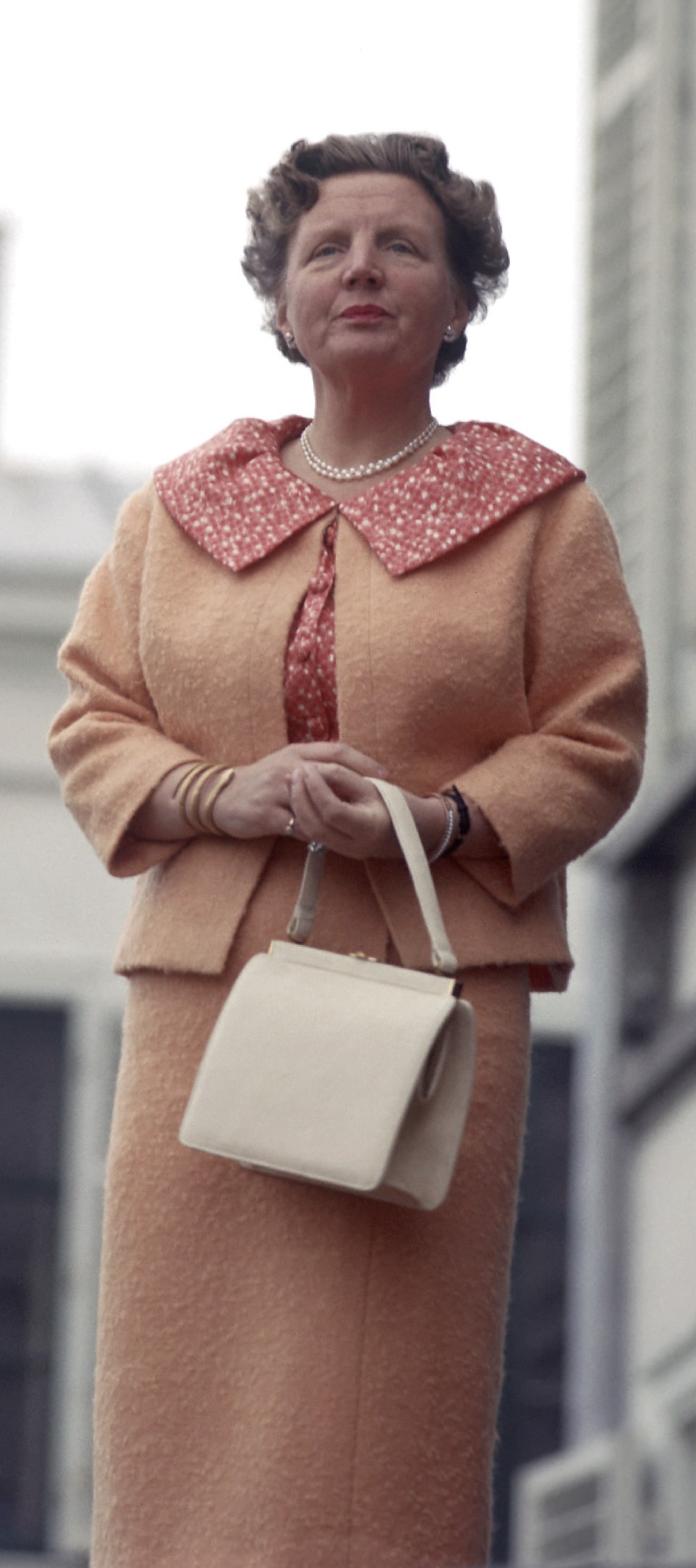
Juliana en 1959.

En 1963 la reina Juliana se enfrentó a una nueva crisis que sembró el descontento entre los protestantes neerlandeses, cuando la princesa Irene de los Países Bajos se convirtió en secreto al catolicismo y, sin la aprobación del gobierno, se casó el 29 de abril de 1964 con el príncipe Carlos Hugo de Borbón, duque de Parma, aspirante al trono de España y líder del partido carlista español. En la memoria de los neerlandeses aún estaba el recuerdo de la Guerra de los Ochenta Años que lucharon los neerlandeses para independizarse de la monarquía católica de España en los siglos XVI y XVII. La prensa añadió leña al fuego exhibiendo hasta la saciedad al matrimonio. Todo esto contribuyó a crear un sentimiento de hostilidad contra la monarquía por haberlo permitido, hasta el punto de que la abdicación de la reina llegó a ser una posibilidad real. Juliana superó la crisis gracias a la popularidad que se había ganado a lo largo de los años.
El anuncio en julio de 1965 del compromiso entre la princesa Beatriz, heredera del trono, y el diplomático alemán Claus von Amsberg provocó una nueva crisis. El prometido de la futura reina había sido miembro de la Wehrmacht y de las Juventudes Hitlerianas. Muchos neerlandeses furiosos se manifestaron en las calles contra la “traición” que suponía dicho compromiso. Aunque en esta ocasión los ciudadanos no pidieron la abdicación de la reina, debido a que el objeto de su ira era la princesa Beatriz, se inició un debate social sobre la utilidad y función de la monarquía. La reina Juliana trató de anular el compromiso, pero terminó cediendo y el matrimonio tuvo lugar bajo una tormenta de protestas y la sensación generalizada de que la princesa Beatriz podría ser el último miembro de la casa de Orange que gobernara los Países Bajos.
En abril de 1967 un acontecimiento revitalizó la popularidad de la monarquía holandesa, cuando nació el primer heredero directo varón al reino neerlandés en 116 años, el príncipe Guillermo Alejandro de los Países Bajos, hijo primogénito de la princesa Beatriz. En esta ocasión, la prosperidad económica contribuyó a las manifestaciones de entusiasmo y cariño.
Un nuevo escándalo afectó a la familia real en 1976, cuando se hizo público que el príncipe Bernardo había aceptado un soborno de más de un millón de dólares por parte de la  empresa estadounidense Lockheed Corporation para que influyera en el Gobierno neerlandés en la compra de varios aviones de combate. El primer ministro de los Países Bajos ordenó una investigación, mientras el príncipe Bernardo evitaba las preguntas de la prensa diciendo: “Estoy por encima de esas cosas.” En esta ocasión los neerlandeses no pidieron la abdicación de la reina, sino que temieron que abdicara por sí misma ante la vergüenza de que su esposo fuera procesado.
El 26 de agosto de 1976 fue publicado un informe censurado, pero contundente y directo, sobre los negocios del príncipe Bernardo. Se le retiraron sus títulos de teniente almirante, general e inspector general de las Fuerzas Armadas. El príncipe también dimitió de sus puestos en los consejos administrativos de varias empresas, organizaciones como el WWF y otras instituciones, además de renunciar a vestir uniformes. A cambio, los Estados Generales de los Países Bajos accedieron a no procesarlo criminalmente. Posteriormente se supo que el gobierno neerlandés había manipulado el informe y había retirado los cargos más recientes de corrupción. Los cargos que fueron publicados ya no podían ser juzgados por haber prescrito. Con el tiempo, la familia real se esforzaría por rehabilitar el nombre del príncipe.
En 1979 William Hoffman publicó una biografía muy crítica con la monarquía titulada: “La Reina Juliana: La Historia de la mujer más rica del mundo”, donde se ofrecían varios detalles sobre la fortuna de la familia real holandesa, una de las casas reales más adineradas de Europa.
El 8 de enero de 1980 realiza su primera visita a España, aunque de carácter privado. Nunca visitó el país oficialmente, ya que no lo quiso hacer mientras Francisco Franco estaba en el poder y esperó a que su yerno, Carlos Hugo de Borbón-Parma, adquiriera la nacionalidad española (1979). Al abdicar en abril de 1980 no se llegaría a realizar ninguna visita de carácter oficial.

## Abdicación
El 30 de abril de 1980, el día de su 71.er cumpleaños, la reina Juliana firmó el Acta de Abdicación y su hija mayor le sucedió como reina Beatriz de los Países Bajos. Después de su abdicación sería conocida como “Su Alteza Real, la princesa Juliana de los Países Bajos”, y continuó participando en numerosas actividades humanitarias hasta bien pasados los ochenta años.

## Enfermedad y muerte

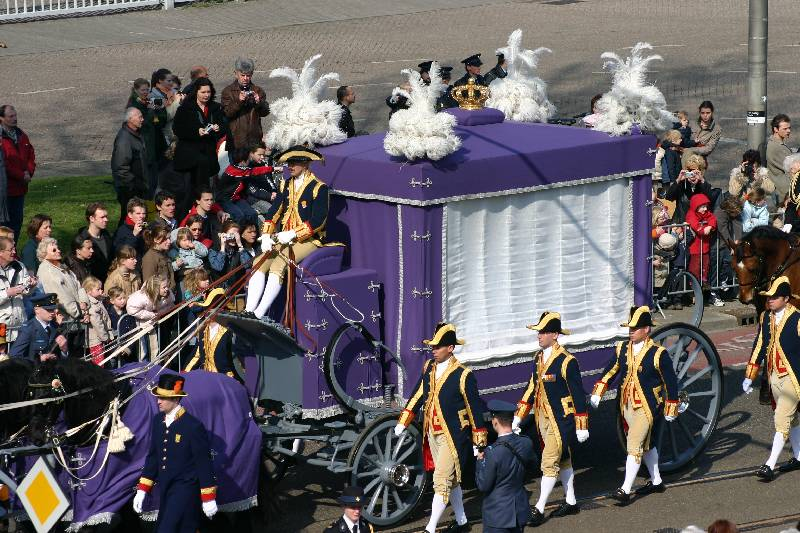
Cortejo fúnebre de la princesa Juliana en su trayecto a Nieuwe Kerk en Delft.

A mediados de la década de 1990, Juliana se retiró de la vida pública a causa de una progresiva demencia senil atribuida a la enfermedad de Alzheimer, aunque la familia real negó este hecho. Por consejo médico, Juliana quedó al cuidado de dos enfermeras las 24 horas. El príncipe Bernardo admitió en una entrevista televisiva en 2001 que su esposa ya no era capaz de reconocer a su familia.
Juliana murió mientras dormía el 20 de marzo de 2004, con 94 años, en el palacio de Soetsdijk en Baarn, debido a las complicaciones de una neumonía, exactamente 70 años después de su abuela materna, la princesa Emma de Waldeck-Pyrmont.
Fue embalsamada (al contrario que su madre, que decidió no hacerlo) y el 30 de marzo de 2004 fue enterrada junto a su madre Guillermina en el panteón real de la Nieuwe Kerk de Delft. Se realizó una ceremonia ecuménica. Según dijo el vicario en su sermón, la princesa Juliana estaba interesada en todas las religiones y en la reencarnación.
Su marido, el príncipe Bernardo de Lippe-Biesterfeld, murió apenas ocho meses después, el 1 de diciembre de 2004, con 93 años.

## Títulos y tratamientos
| ● 30 de abril de 1909-1937:                    | Su alteza real la princesa Juliana de los Países Bajos, princesa de Orange-Nassau, duquesa de Mecklemburgo                                |
| ● 1937-6 de septiembre de 1948:                | Su alteza real la princesa Juliana de los Países Bajos, princesa de Orange-Nassau, duquesa de Mecklemburgo, princesa de Lippe-Biesterfeld |
| ● 6 de septiembre de 1948-30 de abril de 1980: | Su majestad la reina de los Países Bajos                                                                                                  |
| ● 30 de abril de 1980-20 de marzo de 2004:     | Su alteza real la princesa Juliana de los Países Bajos, princesa de Orange-Nassau, duquesa de Mecklemburgo, princesa de Lippe-Biesterfeld |

## Ancestros
| \| \| \| \| \| \| \| \| \| \| \| \| \| \| \| \| \| \| \| \| 16. Federico Luis, Gran Duque Heredero de Mecklemburgo-Schwerin \| \| \| \| \| \| \| \| \| \| \| \| \| \| \| \| \| \| \| \| \| \| \| \| \| \| \| \| \| \| \| \| \| \| \| \| \| \| \| \| \| \| \| \| \| \| \| \| \| \| \| \| \| \| 8. Pablo Federico, Gran Duque de Mecklemburgo-Schwerin \| \| \| \| \| \| \| \| \| \| \| \| \| \| \| \| \| \| \| \| \| \| \| \| \| \| \| \| \| \| \| \| \| \| \| \| \| \| \| \| \| \| \| \| \| \| \| \| \| \| \| \| \| \| 17. Gran Duquesa Elena Pávlovna de Rusia \| \| \| \| \| \| \| \| \| \| \| \| \| \| \| \| \| \| \| \| \| \| \| \| \| \| \| \| \| \| \| \| \| \| \| \| \| \| \| \| \| \| \| \| \| \| \| \| \| \| \| \| \| \| 4. Federico Francisco II, Gran Duque de Mecklemburgo-Schwerin \| \| \| \| \| \| \| \| \| \| \| \| \| \| \| \| \| \| \| \| \| \| \| \| \| \| \| \| \| \| \| \| \| \| \| \| \| \| \| \| \| \| \| \| \| \| \| \| \| \| \| \| \| \| 18. Federico Guillermo III de Prusia \| \| \| \| \| \| \| \| \| \| \| \| \| \| \| \| \| \| \| \| \| \| \| \| \| \| \| \| \| \| \| \| \| \| \| \| \| \| \| \| \| \| \| \| \| \| \| \| \| \| \| \| \| \| 9. Princesa Alejandrina de Prusia \| \| \| \| \| \| \| \| \| \| \| \| \| \| \| \| \| \| \| \| \| \| \| \| \| \| \| \| \| \| \| \| \| \| \| \| \| \| \| \| \| \| \| \| \| \| \| \| \| \| \| \| \| \| 19. Duquesa Luisa de Mecklemburgo-Strelitz \| \| \| \| \| \| \| \| \| \| \| \| \| \| \| \| \| \| \| \| \| \| \| \| \| \| \| \| \| \| \| \| \| \| \| \| \| \| \| \| \| \| \| \| \| \| \| \| \| \| \| \| \| \| 2. Duque Enrique de Mecklemburgo-Schwerin \| \| \| \| \| \| \| \| \| \| \| \| \| \| \| \| \| \| \| \| \| \| \| \| \| \| \| \| \| \| \| \| \| \| \| \| \| \| \| \| \| \| \| \| \| \| \| \| \| \| \| \| \| \| 20. Príncipe Carlos de Schwarzburg-Rudolstadt \| \| \| \| \| \| \| \| \| \| \| \| \| \| \| \| \| \| \| \| \| \| \| \| \| \| \| \| \| \| \| \| \| \| \| \| \| \| \| \| \| \| \| \| \| \| \| \| \| \| \| \| \| \| 10. Príncipe Adolfo de Schwarzburg-Rudolstadt \| \| \| \| \| \| \| \| \| \| \| \| \| \| \| \| \| \| \| \| \| \| \| \| \| \| \| \| \| \| \| \| \| \| \| \| \| \| \| \| \| \| \| \| \| \| \| \| \| \| \| \| \| \| 21. Landgravina Luisa Ulrica de Hesse-Homburg \| \| \| \| \| \| \| \| \| \| \| \| \| \| \| \| \| \| \| \| \| \| \| \| \| \| \| \| \| \| \| \| \| \| \| \| \| \| \| \| \| \| \| \| \| \| \| \| \| \| \| \| \| \| 5. Princesa María de Schwarzburg-Rudolstadt \| \| \| \| \| \| \| \| \| \| \| \| \| \| \| \| \| \| \| \| \| \| \| \| \| \| \| \| \| \| \| \| \| \| \| \| \| \| \| \| \| \| \| \| \| \| \| \| \| \| \| \| \| \| 22. Príncipe Otón Víctor de Schönburg-Waldenburg \| \| \| \| \| \| \| \| \| \| \| \| \| \| \| \| \| \| \| \| \| \| \| \| \| \| \| \| \| \| \| \| \| \| \| \| \| \| \| \| \| \| \| \| \| \| \| \| \| \| \| \| \| \| 11. Princesa Matilde de Schönburg-Waldenburg \| \| \| \| \| \| \| \| \| \| \| \| \| \| \| \| \| \| \| \| \| \| \| \| \| \| \| \| \| \| \| \| \| \| \| \| \| \| \| \| \| \| \| \| \| \| \| \| \| \| \| \| \| \| 23. Princesa Tecla de Schwarzburg-Rudolstadt \| \| \| \| \| \| \| \| \| \| \| \| \| \| \| \| \| \| \| \| \| \| \| \| \| \| \| \| \| \| \| \| \| \| \| \| \| \| \| \| \| \| \| \| \| \| \| \| \| \| \| \| \| \| 1. Juliana de los Países Bajos \| \| \| \| \| \| \| \| \| \| \| \| \| \| \| \| \| \| \| \| \| \| \| \| \| \| \| \| \| \| \| \| \| \| \| \| \| \| \| \| \| \| \| \| \| \| \| \| \| \| \| \| \| \| 24. Guillermo I de los Países Bajos \| \| \| \| \| \| \| \| \| \| \| \| \| \| \| \| \| \| \| \| \| \| \| \| \| \| \| \| \| \| \| \| \| \| \| \| \| \| \| \| \| \| \| \| \| \| \| \| \| \| \| \| \| \| 12. Guillermo II de los Países Bajos \| \| \| \| \| \| \| \| \| \| \| \| \| \| \| \| \| \| \| \| \| \| \| \| \| \| \| \| \| \| \| \| \| \| \| \| \| \| \| \| \| \| \| \| \| \| \| \| \| \| \| \| \| \| 25. Princesa Guillermina de Prusia \| \| \| \| \| \| \| \| \| \| \| \| \| \| \| \| \| \| \| \| \| \| \| \| \| \| \| \| \| \| \| \| \| \| \| \| \| \| \| \| \| \| \| \| \| \| \| \| \| \| \| \| \| \| 6. Guillermo III de los Países Bajos \| \| \| \| \| \| \| \| \| \| \| \| \| \| \| \| \| \| \| \| \| \| \| \| \| \| \| \| \| \| \| \| \| \| \| \| \| \| \| \| \| \| \| \| \| \| \| \| \| \| \| \| \| \| 26. Pablo I de Rusia \| \| \| \| \| \| \| \| \| \| \| \| \| \| \| \| \| \| \| \| \| \| \| \| \| \| \| \| \| \| \| \| \| \| \| \| \| \| \| \| \| \| \| \| \| \| \| \| \| \| \| \| \| \| 13. Gran Duquesa Ana Pávlovna de Rusia \| \| \| \| \| \| \| \| \| \| \| \| \| \| \| \| \| \| \| \| \| \| \| \| \| \| \| \| \| \| \| \| \| \| \| \| \| \| \| \| \| \| \| \| \| \| \| \| \| \| \| \| \| \| 27. Duquesa Sofía Dorotea de Württemberg \| \| \| \| \| \| \| \| \| \| \| \| \| \| \| \| \| \| \| \| \| \| \| \| \| \| \| \| \| \| \| \| \| \| \| \| \| \| \| \| \| \| \| \| \| \| \| \| \| \| \| \| \| \| 3. Guillermina de los Países Bajos \| \| \| \| \| \| \| \| \| \| \| \| \| \| \| \| \| \| \| \| \| \| \| \| \| \| \| \| \| \| \| \| \| \| \| \| \| \| \| \| \| \| \| \| \| \| \| \| \| \| \| \| \| \| 28. Jorge II, príncipe de Waldeck y Pyrmont \| \| \| \| \| \| \| \| \| \| \| \| \| \| \| \| \| \| \| \| \| \| \| \| \| \| \| \| \| \| \| \| \| \| \| \| \| \| \| \| \| \| \| \| \| \| \| \| \| \| \| \| \| \| 14. Jorge Víctor, príncipe de Waldeck-Pyrmont \| \| \| \| \| \| \| \| \| \| \| \| \| \| \| \| \| \| \| \| \| \| \| \| \| \| \| \| \| \| \| \| \| \| \| \| \| \| \| \| \| \| \| \| \| \| \| \| \| \| \| \| \| \| 29. Princesa Emma de Anhalt-Bernburg-Schaumburg-Hoym \| \| \| \| \| \| \| \| \| \| \| \| \| \| \| \| \| \| \| \| \| \| \| \| \| \| \| \| \| \| \| \| \| \| \| \| \| \| \| \| \| \| \| \| \| \| \| \| \| \| \| \| \| \| 7. Princesa Emma de Waldeck y Pyrmont \| \| \| \| \| \| \| \| \| \| \| \| \| \| \| \| \| \| \| \| \| \| \| \| \| \| \| \| \| \| \| \| \| \| \| \| \| \| \| \| \| \| \| \| \| \| \| \| \| \| \| \| \| \| 30. Guillermo, duque de Nassau \| \| \| \| \| \| \| \| \| \| \| \| \| \| \| \| \| \| \| \| \| \| \| \| \| \| \| \| \| \| \| \| \| \| \| \| \| \| \| \| \| \| \| \| \| \| \| \| \| \| \| \| \| \| 15. Princesa Elena de Nassau \| \| \| \| \| \| \| \| \| \| \| \| \| \| \| \| \| \| \| \| \| \| \| \| \| \| \| \| \| \| \| \| \| \| \| \| \| \| \| \| \| \| \| \| \| \| \| \| \| \| \| \| \| \| 31. Princesa Paulina de Württemberg \| \| \| \| \| \| \| \| \| \| \| \| \| \| \| \| \| \| \| \| \| \| \| \| \| \| \| \| \| \| \| \| \| \| \| \| \| \| \| \| \| \| \| \| \| \| \| \| \| \| \| \| |                                                                 |  |  |  |  |  |  |  |  |  |  |  |  |  |  |  |
| |                                                                 |  |  |  |  |  |  |  |  |  |  |  |  |  |  |  |
| | 16. Federico Luis, Gran Duque Heredero de Mecklemburgo-Schwerin |  |  |  |  |  |  |  |  |  |  |  |  |  |  |  |
| |                                                                 |  |  |  |  |  |  |  |  |  |  |  |  |  |  |  |
| |                                                                 |  |  |  |  |  |  |  |  |  |  |  |  |  |  |  |
| | 8. Pablo Federico, Gran Duque de Mecklemburgo-Schwerin          |  |  |  |  |  |  |  |  |  |  |  |  |  |  |  |
| |                                                                 |  |  |  |  |  |  |  |  |  |  |  |  |  |  |  |
| |                                                                 |  |  |  |  |  |  |  |  |  |  |  |  |  |  |  |
| | 17. Gran Duquesa Elena Pávlovna de Rusia                        |  |  |  |  |  |  |  |  |  |  |  |  |  |  |  |
| |                                                                 |  |  |  |  |  |  |  |  |  |  |  |  |  |  |  |
| |                                                                 |  |  |  |  |  |  |  |  |  |  |  |  |  |  |  |
| | 4. Federico Francisco II, Gran Duque de Mecklemburgo-Schwerin   |  |  |  |  |  |  |  |  |  |  |  |  |  |  |  |
| |                                                                 |  |  |  |  |  |  |  |  |  |  |  |  |  |  |  |
| |                                                                 |  |  |  |  |  |  |  |  |  |  |  |  |  |  |  |
| | 18. Federico Guillermo III de Prusia                            |  |  |  |  |  |  |  |  |  |  |  |  |  |  |  |
| |                                                                 |  |  |  |  |  |  |  |  |  |  |  |  |  |  |  |
| |                                                                 |  |  |  |  |  |  |  |  |  |  |  |  |  |  |  |
| | 9. Princesa Alejandrina de Prusia                               |  |  |  |  |  |  |  |  |  |  |  |  |  |  |  |
| |                                                                 |  |  |  |  |  |  |  |  |  |  |  |  |  |  |  |
| |                                                                 |  |  |  |  |  |  |  |  |  |  |  |  |  |  |  |
| | 19. Duquesa Luisa de Mecklemburgo-Strelitz                      |  |  |  |  |  |  |  |  |  |  |  |  |  |  |  |
| |                                                                 |  |  |  |  |  |  |  |  |  |  |  |  |  |  |  |
| |                                                                 |  |  |  |  |  |  |  |  |  |  |  |  |  |  |  |
| | 2. Duque Enrique de Mecklemburgo-Schwerin                       |  |  |  |  |  |  |  |  |  |  |  |  |  |  |  |
| |                                                                 |  |  |  |  |  |  |  |  |  |  |  |  |  |  |  |
| |                                                                 |  |  |  |  |  |  |  |  |  |  |  |  |  |  |  |
| | 20. Príncipe Carlos de Schwarzburg-Rudolstadt                   |  |  |  |  |  |  |  |  |  |  |  |  |  |  |  |
| |                                                                 |  |  |  |  |  |  |  |  |  |  |  |  |  |  |  |
| |                                                                 |  |  |  |  |  |  |  |  |  |  |  |  |  |  |  |
| | 10. Príncipe Adolfo de Schwarzburg-Rudolstadt                   |  |  |  |  |  |  |  |  |  |  |  |  |  |  |  |
| |                                                                 |  |  |  |  |  |  |  |  |  |  |  |  |  |  |  |
| |                                                                 |  |  |  |  |  |  |  |  |  |  |  |  |  |  |  |
| | 21. Landgravina Luisa Ulrica de Hesse-Homburg                   |  |  |  |  |  |  |  |  |  |  |  |  |  |  |  |
| |                                                                 |  |  |  |  |  |  |  |  |  |  |  |  |  |  |  |
| |                                                                 |  |  |  |  |  |  |  |  |  |  |  |  |  |  |  |
| | 5. Princesa María de Schwarzburg-Rudolstadt                     |  |  |  |  |  |  |  |  |  |  |  |  |  |  |  |
| |                                                                 |  |  |  |  |  |  |  |  |  |  |  |  |  |  |  |
| |                                                                 |  |  |  |  |  |  |  |  |  |  |  |  |  |  |  |
| | 22. Príncipe Otón Víctor de Schönburg-Waldenburg                |  |  |  |  |  |  |  |  |  |  |  |  |  |  |  |
| |                                                                 |  |  |  |  |  |  |  |  |  |  |  |  |  |  |  |
| |                                                                 |  |  |  |  |  |  |  |  |  |  |  |  |  |  |  |
| | 11. Princesa Matilde de Schönburg-Waldenburg                    |  |  |  |  |  |  |  |  |  |  |  |  |  |  |  |
| |                                                                 |  |  |  |  |  |  |  |  |  |  |  |  |  |  |  |
| |                                                                 |  |  |  |  |  |  |  |  |  |  |  |  |  |  |  |
| | 23. Princesa Tecla de Schwarzburg-Rudolstadt                    |  |  |  |  |  |  |  |  |  |  |  |  |  |  |  |
| |                                                                 |  |  |  |  |  |  |  |  |  |  |  |  |  |  |  |
| |                                                                 |  |  |  |  |  |  |  |  |  |  |  |  |  |  |  |
| | 1. Juliana de los Países Bajos                                  |  |  |  |  |  |  |  |  |  |  |  |  |  |  |  |
| |                                                                 |  |  |  |  |  |  |  |  |  |  |  |  |  |  |  |
| |                                                                 |  |  |  |  |  |  |  |  |  |  |  |  |  |  |  |
| | 24. Guillermo I de los Países Bajos                             |  |  |  |  |  |  |  |  |  |  |  |  |  |  |  |
| |                                                                 |  |  |  |  |  |  |  |  |  |  |  |  |  |  |  |
| |                                                                 |  |  |  |  |  |  |  |  |  |  |  |  |  |  |  |
| | 12. Guillermo II de los Países Bajos                            |  |  |  |  |  |  |  |  |  |  |  |  |  |  |  |
| |                                                                 |  |  |  |  |  |  |  |  |  |  |  |  |  |  |  |
| |                                                                 |  |  |  |  |  |  |  |  |  |  |  |  |  |  |  |
| | 25. Princesa Guillermina de Prusia                              |  |  |  |  |  |  |  |  |  |  |  |  |  |  |  |
| |                                                                 |  |  |  |  |  |  |  |  |  |  |  |  |  |  |  |
| |                                                                 |  |  |  |  |  |  |  |  |  |  |  |  |  |  |  |
| | 6. Guillermo III de los Países Bajos                            |  |  |  |  |  |  |  |  |  |  |  |  |  |  |  |
| |                                                                 |  |  |  |  |  |  |  |  |  |  |  |  |  |  |  |
| |                                                                 |  |  |  |  |  |  |  |  |  |  |  |  |  |  |  |
| | 26. Pablo I de Rusia                                            |  |  |  |  |  |  |  |  |  |  |  |  |  |  |  |
| |                                                                 |  |  |  |  |  |  |  |  |  |  |  |  |  |  |  |
| |                                                                 |  |  |  |  |  |  |  |  |  |  |  |  |  |  |  |
| | 13. Gran Duquesa Ana Pávlovna de Rusia                          |  |  |  |  |  |  |  |  |  |  |  |  |  |  |  |
| |                                                                 |  |  |  |  |  |  |  |  |  |  |  |  |  |  |  |
| |                                                                 |  |  |  |  |  |  |  |  |  |  |  |  |  |  |  |
| | 27. Duquesa Sofía Dorotea de Württemberg                        |  |  |  |  |  |  |  |  |  |  |  |  |  |  |  |
| |                                                                 |  |  |  |  |  |  |  |  |  |  |  |  |  |  |  |
| |                                                                 |  |  |  |  |  |  |  |  |  |  |  |  |  |  |  |
| | 3. Guillermina de los Países Bajos                              |  |  |  |  |  |  |  |  |  |  |  |  |  |  |  |
| |                                                                 |  |  |  |  |  |  |  |  |  |  |  |  |  |  |  |
| |                                                                 |  |  |  |  |  |  |  |  |  |  |  |  |  |  |  |
| | 28. Jorge II, príncipe de Waldeck y Pyrmont                     |  |  |  |  |  |  |  |  |  |  |  |  |  |  |  |
| |                                                                 |  |  |  |  |  |  |  |  |  |  |  |  |  |  |  |
| |                                                                 |  |  |  |  |  |  |  |  |  |  |  |  |  |  |  |
| | 14. Jorge Víctor, príncipe de Waldeck-Pyrmont                   |  |  |  |  |  |  |  |  |  |  |  |  |  |  |  |
| |                                                                 |  |  |  |  |  |  |  |  |  |  |  |  |  |  |  |
| |                                                                 |  |  |  |  |  |  |  |  |  |  |  |  |  |  |  |
| | 29. Princesa Emma de Anhalt-Bernburg-Schaumburg-Hoym            |  |  |  |  |  |  |  |  |  |  |  |  |  |  |  |
| |                                                                 |  |  |  |  |  |  |  |  |  |  |  |  |  |  |  |
| |                                                                 |  |  |  |  |  |  |  |  |  |  |  |  |  |  |  |
| | 7. Princesa Emma de Waldeck y Pyrmont                           |  |  |  |  |  |  |  |  |  |  |  |  |  |  |  |
| |                                                                 |  |  |  |  |  |  |  |  |  |  |  |  |  |  |  |
| |                                                                 |  |  |  |  |  |  |  |  |  |  |  |  |  |  |  |
| | 30. Guillermo, duque de Nassau                                  |  |  |  |  |  |  |  |  |  |  |  |  |  |  |  |
| |                                                                 |  |  |  |  |  |  |  |  |  |  |  |  |  |  |  |
| |                                                                 |  |  |  |  |  |  |  |  |  |  |  |  |  |  |  |
| | 15. Princesa Elena de Nassau                                    |  |  |  |  |  |  |  |  |  |  |  |  |  |  |  |
| |                                                                 |  |  |  |  |  |  |  |  |  |  |  |  |  |  |  |
| |                                                                 |  |  |  |  |  |  |  |  |  |  |  |  |  |  |  |
| | 31. Princesa Paulina de Württemberg                             |  |  |  |  |  |  |  |  |  |  |  |  |  |  |  |
| |                                                                 |  |  |  |  |  |  |  |  |  |  |  |  |  |  |  |
| |                                                                 |  |  |  |  |  |  |  |  |  |  |  |  |  |  |  |